# Wegkreuz (Bad Bocklet, Windheimer Straße 4)

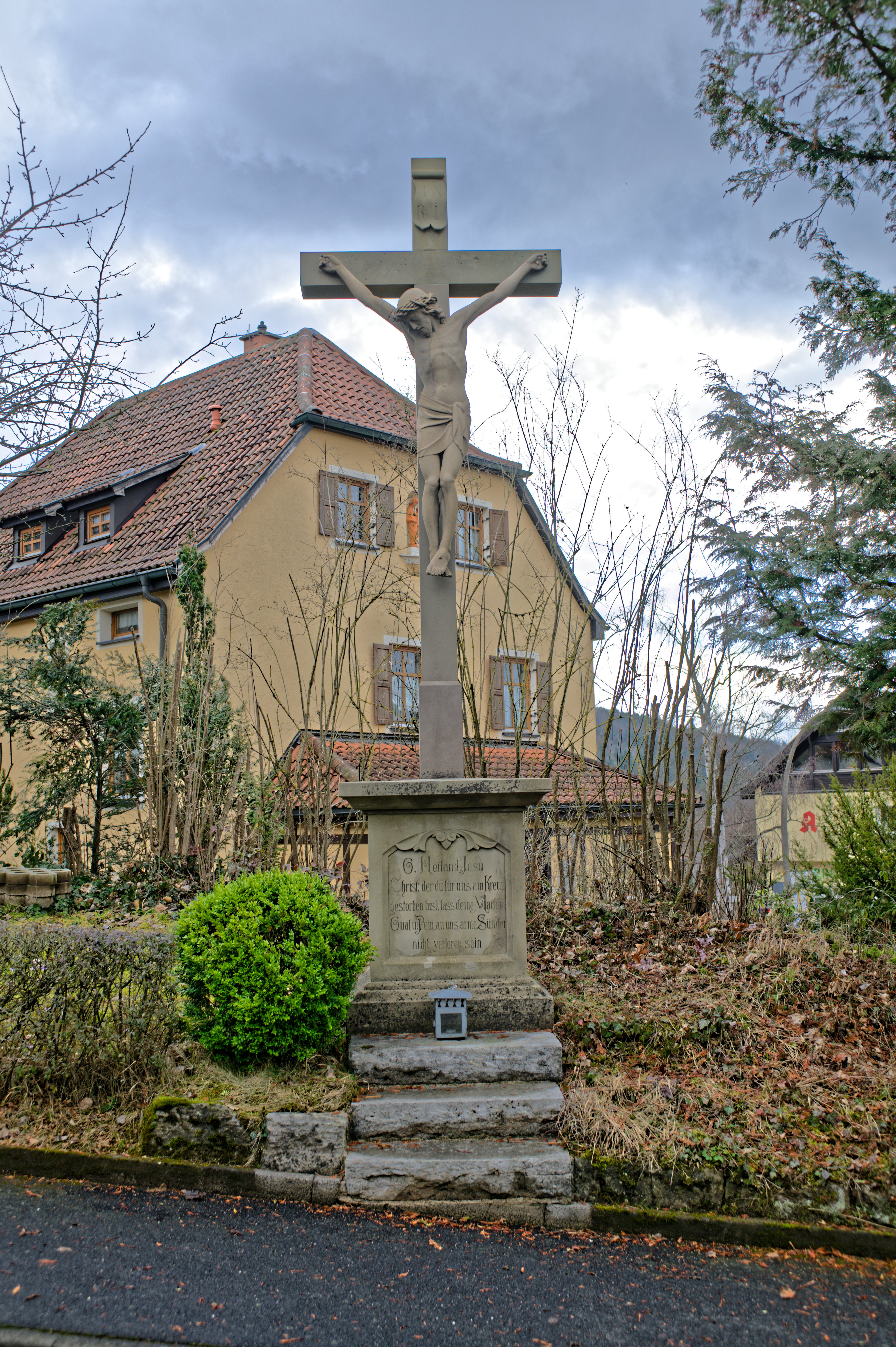
Wegkreuz, Bad Bocklet, Windheimer Straße 4

Das Wegkreuz Windheimer Straße 4 ist ein Flurdenkmal im Markt Bad Bocklet im unterfränkischen Landkreis Bad Kissingen und befindet sich in der Windheimer Straße 4. Das Wegkreuz gehört zu den Baudenkmälern von Bad Bocklet und ist unter der Nummer D-6-72-112-13 in der Bayerischen Denkmalliste registriert.

## Beschreibung
Das Wegkreuz besteht aus Sandstein und entstand im Jahr 1909.
Vor dem 135 cm hohen, quadratischen Sockel befinden sich ein paar Stufen. Der Kreuzstamm hat eine Höhe von etwa 3,50 Meter. Die Gesichtspartie der Christusfigur hat Verwitterungsschäden erlitten. In einem vertieften Schriftfeld befindet sich die Inschrift:

„Heiland Jesu

Christ, der du für uns am Kreuz

gestorben bist, lass deine Marter

Qual u. Pein, an uns  arme Sünder

nicht verloren sein“

An der rechten Seite befindet sich folgende Stiftungsinschrift:

„gest. von

Katharina Schmitt Wtw.

geb. Bauer 1909“